# Atifete Jahjaga
Atifete Jahjaga (Gjakova, 20 de abril de 1975) é uma política kosovar que serviu como a primeira mulher presidente do Kosovo, a primeira candidata não-partidária e a mais jovem chefe de Estado a ser eleita para o cargo máximo. Atuou como vice-diretora da Polícia do Kosovo, ocupando o posto de tenente-coronel-geral, a mais sênior entre as mulheres oficiais no Sudeste Europeu.

## Início de vida e educação
Jahjaga, uma albanesa do Kosovo, nasceu em Đakovica (agora conhecido como Gjakova), então parte da República Socialista Federativa da Iugoslávia. Sua ascendência paterna é de Berisha, no norte da Albânia. Ela estudou no ensino fundamental e médio em Gjakova, e se formou na Universidade de Prishtina na Faculdade de Direito em 2000. Em 2006-2007, concluiu um programa de pós-graduação e certificado em gestão policial e direito penal na Universidade de Leicester, no Reino Unido. Ela também recebeu treinamento profissional extensivo no Centro Europeu de Estudos de Segurança George C. Marshall na Alemanha e na Academia Nacional do FBI nos Estados Unidos, e uma certificação de pós-graduação em Ciência do Crime na Universidade da Virgínia, nos EUA, em 2007.

## Carreira policial
Após a Guerra do Kosovo, Jahjaga completou a Academia de Polícia do Kosovo para se tornar uma oficial e foi gradualmente promovida a altos escalões, inicialmente uma major, então coronel, e finalmente major-general, dando-lhe contribuição na construção da instituição de aplicação da lei mais confiável do Kosovo.
Jahjaga ocupou o cargo de Vice-Diretora da Polícia do Kosovo, e brevemente substituiu-se como Diretor Geral Interino em 2010. Enquanto servia na polícia do Kosovo, ela chamou a atenção de oficiais e diplomatas americanos que a apresentaram perante altos funcionários dos EUA em ocasiões especiais como representante de uma nova geração de funcionários públicos. Suas fotos com o presidente dos EUA George W. Bush durante sua visita à Academia Nacional do FBI e com a Secretária de Estado Hillary Clinton durante sua visita ao Kosovo estavam entre as poucas distribuídas pela Internet antes de ser colocada sob os holofotes nacionais como candidata à presidência.

## Presidente do Kosovo
Após uma crise política que envolveu o Kosovo com a renúncia do presidente Fatmir Sejdiu e após a decisão do Tribunal Constitucional que decidiu contra a eleição de Behgjet Pacolli como presidente do Kosovo, em 6 de abril de 2011, devido à sua experiência no serviço público e integridade altamente demonstrada, Atifete foi anunciada como candidata de consenso para o cargo de Presidente do Kosovo, sob o apoio do Partido Democrático do Kosovo, da Liga Democrática do Kosovo e da Nova Aliança do Kosovo, e apoiada pelo embaixador dos EUA no Kosovo, Christopher Dell. Embora gozasse de uma reputação positiva como comandante de polícia, ela saiu da relativa obscuridade como candidata ao cargo mais alto do Estado, com a maioria dos líderes públicos e políticos desconhecendo suas inclinações políticas.

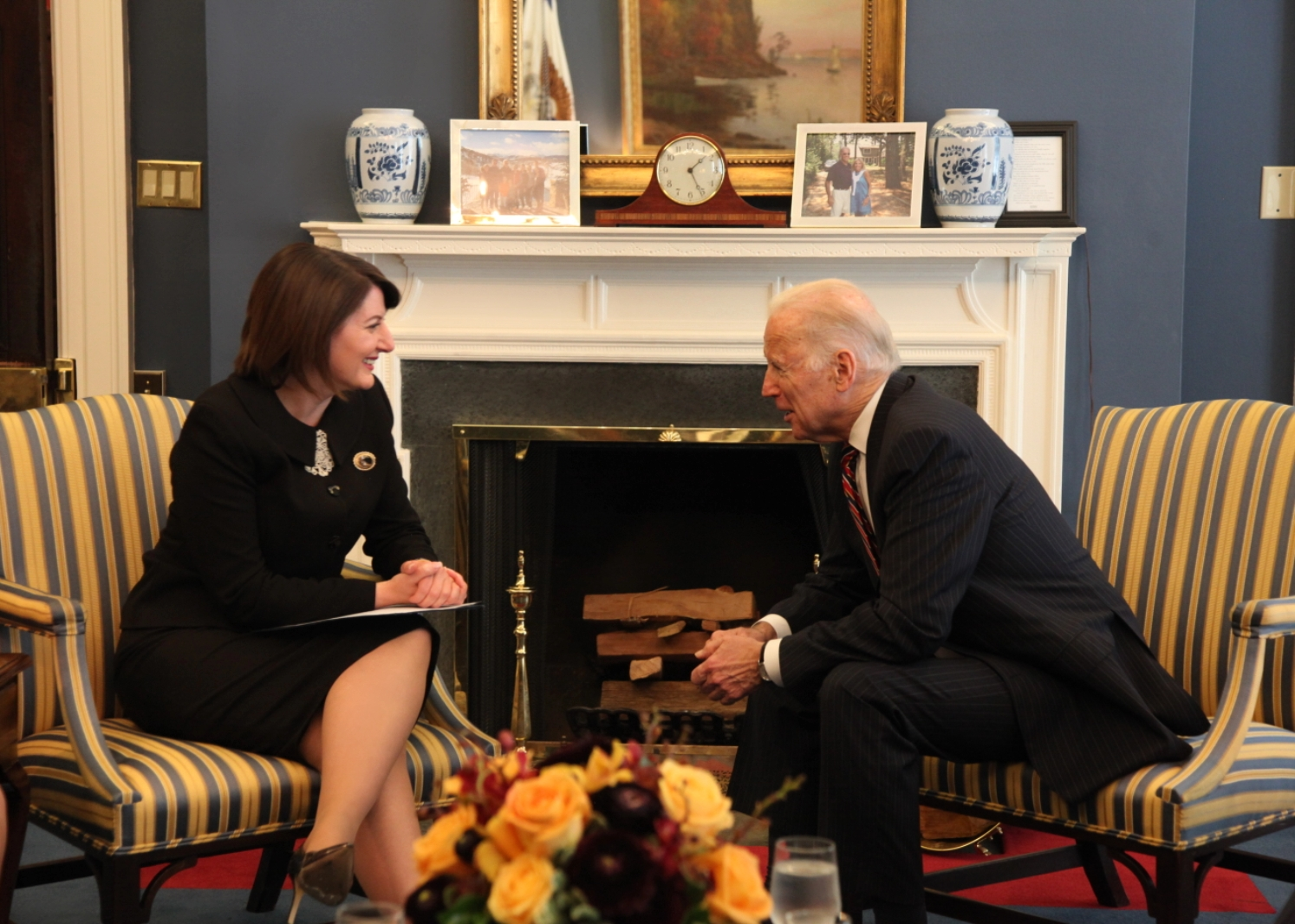
Jahjaga e Joe Biden

Em 7 de abril, Jahjaga foi eleita presidente em primeiro turno de votação pelo Parlamento; dos 100 deputados presentes, 80 votaram em Jahjaga e 10 votaram em Suzan Novoberdali. Até o momento, ela é a única presidente a ser eleita no primeiro turno de votação. Apenas o primeiro presidente do Kosovo, Ibrahim Rugova, recebeu mais votos, sendo nomeado pelo Parlamento por 88 votos a 3 em 2002, na terceira rodada de votação.
Em seu discurso inaugural, Jahjaga afirmou que seu principal objetivo como presidente é colocar o Kosovo em um caminho seguro para a adesão à União Europeia e às Nações Unidas.
"O ideal de todo o Kosovo é a adesão à UE e uma amizade permanente com os Estados Unidos. Acredito e estou convencida de que nossos sonhos se realizarão"
Disse ela em seu primeiro discurso no Parlamento.